# Феодора (имя)
Феодо́ра, Федора, Теодо́ра (греч. Θεοδώρα — Божий дар) — женское имя, вариант мужского имени Феодор (Фёдор, Теодор). В России, Украине и Беларуси считается устаревшим, но очень популярно на Балканах.
Любопытно, что другое женское имя — Доротея — состоит из тех же двух греческих корней, только в обратном порядке («Дар Божий»).

## Именины
- Православные (даты даны по григорианскому календарю)[1]: 12 января, 24 февраля, 23 марта, 24 марта, 2 апреля, 18 апреля, 29 апреля, 3 мая, 9 июня, 8 июля, 4 сентября, 24 сентября, 17 ноября, 27 ноября.